# Dominicas de la Congregación de Nuestra Señora del Santo Rosario
La Congregación de Nuestra Señora del Santo Rosario (oficialmente en francés: Sœurs Dominicaines de la Congrégation de Notre-Dame du Très Saint-Rosaire)) es un instituto religioso católico femenino, de vida apostólica y de derecho pontificio, fundado por la religiosa francesa María Anastasia Conduché, en Bor-et-Bar, en 1851. A las religiosas de este instituto se les conoce como Dominicas de la Congregación de Nuestra Señora del Santo Rosario o simplemente como dominicas de Monteils. Las mujeres de esta congregación posponen a sus nombres las siglas O.P.

## Historia

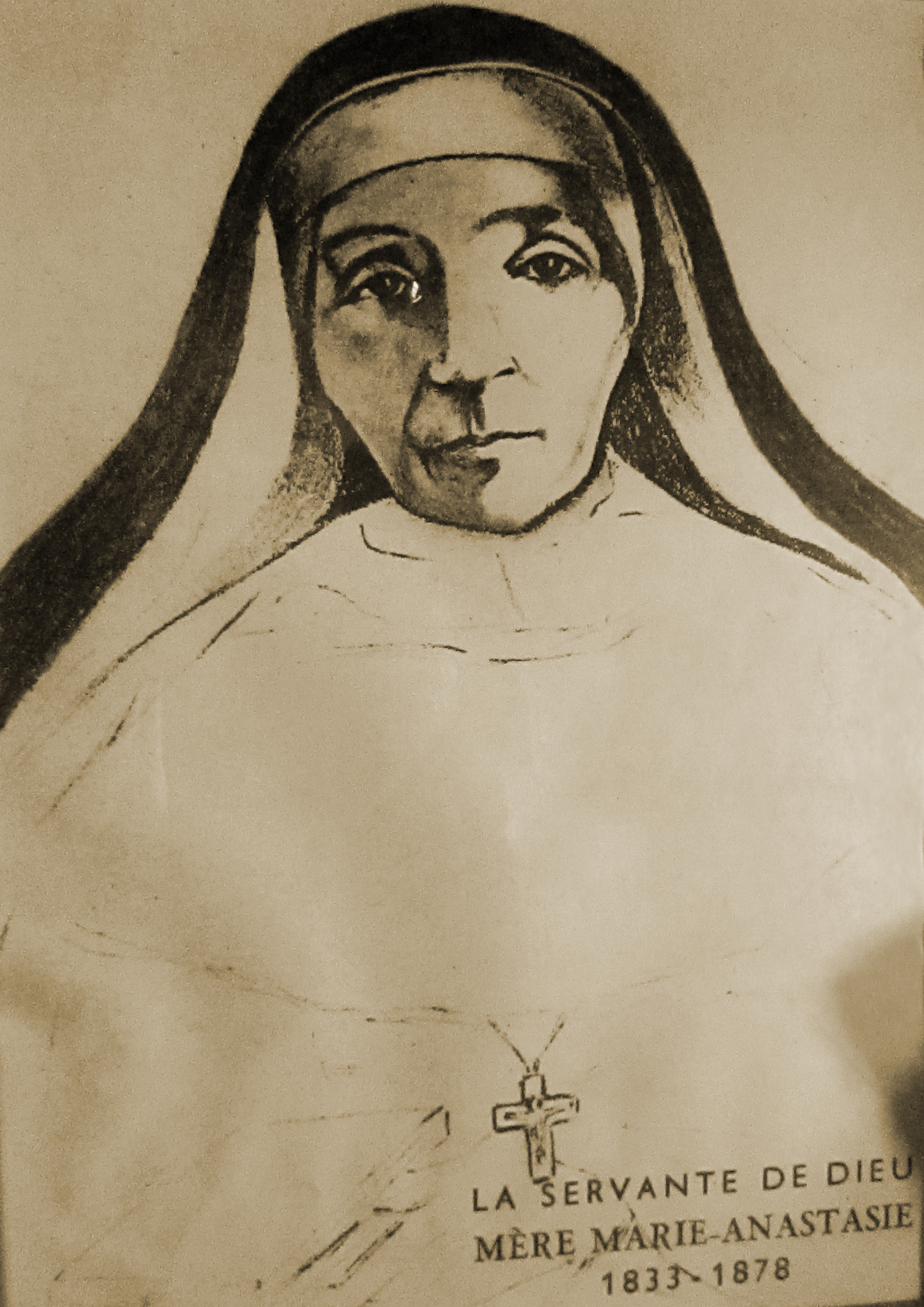
María Anastasia Conduché (1833-1878), fundadora de la congregación, es considerada venerable en la Iglesia católica.

La congregación fue fundada por María Anastasia Conduché (en el siglo Alexandrine Conduché), en 1850, en Bor-et-Bar (Francia), con la ayuda del sacerdote Pierre-Jean Gavalda, para la educación en las escuelas rurales de la parroquia del lugar. La erección canónica del instituto se llevó a cabo el 8 de octubre de 1851 y en 1888 se trasladó la casa madre a Monteils.
La congregación recibió la aprobación pontificia el 5 de mayo de 1891, mediante decretum laudis del papa León XIII.

## Organización
La Congregación de Nuestra Señora del Santo Rosario es un instituto religioso de derecho pontificio, internacional y centralizado, cuyo gobierno es ejercido por una priora general. La sede central se encuentra en Monteils (Francia).
Las dominicas de Monteils se dedican a la educación e instrucción cristiana de la juventud y de la pastoral social. Estas religiosas forman parte de la familia dominica. En 2017, el instituto contaba con 310 religiosas y 56 comunidades, presentes en Bélgica, Brasil, Corea del Sur, España, Francia, Italia, Paraguay, Perú, República Dominicana y Vietnam.